# Груздин, Александр Иванович

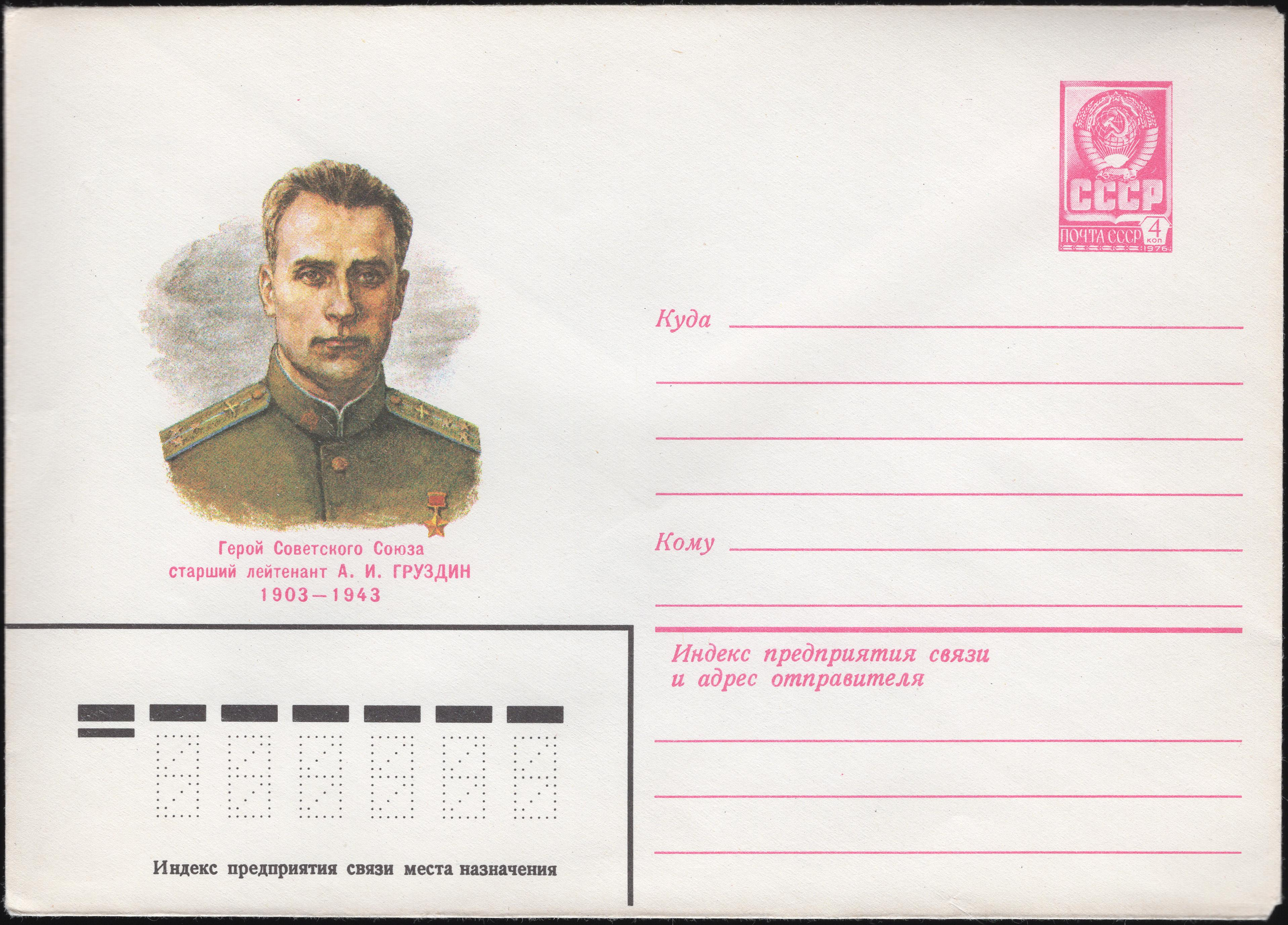
Почтовый конверт СССР, 1982 год

Александр Иванович Груздин (18 мая 1903 — 29 мая 1943) — советский лётчик, пилот 1-й авиационной эскадрильи 1-й авиационной транспортной дивизии Гражданского Воздушного флота, старший лейтенант. Герой Советского Союза.

## Биография

### До Великой Отечественной войны
Александр Иванович Груздин родился 18 мая 1903 года в Риге в семье латышского рабочего-садовника. Окончил 4 класса прогимназии. С 14 лет начал трудиться: был чернорабочим, землемером, подручным слесаря.
В 1923 году вступил в ряды Красной Армии. Окончил Севастопольскую школу авиамотористов, затем Ленинградскую военно-техническую авиационную школу. Служил мотористом, техником, инженером авиационного отряда. В 1932 году был демобилизован по болезни. Работал инженером эскадрильи в Батайской авиационной школе пилотов гражданского воздушного флота (ГВФ) им. Баранова, которую окончил без отрыва от производства в 1934-м году. Став лётчиком-инструктором, проработал в Батайске ещё два года.
С 1936 года Груздин жил в Москве и водил транспортные самолёты на линиях ГВФ, перевозя почту, пассажиров и различные грузы. Инженер-пилот 1-го класса.
В составе особой авиационной группы ГВФ участвовал в советско-финской войне.

### Участие в Великой Отечественной войне

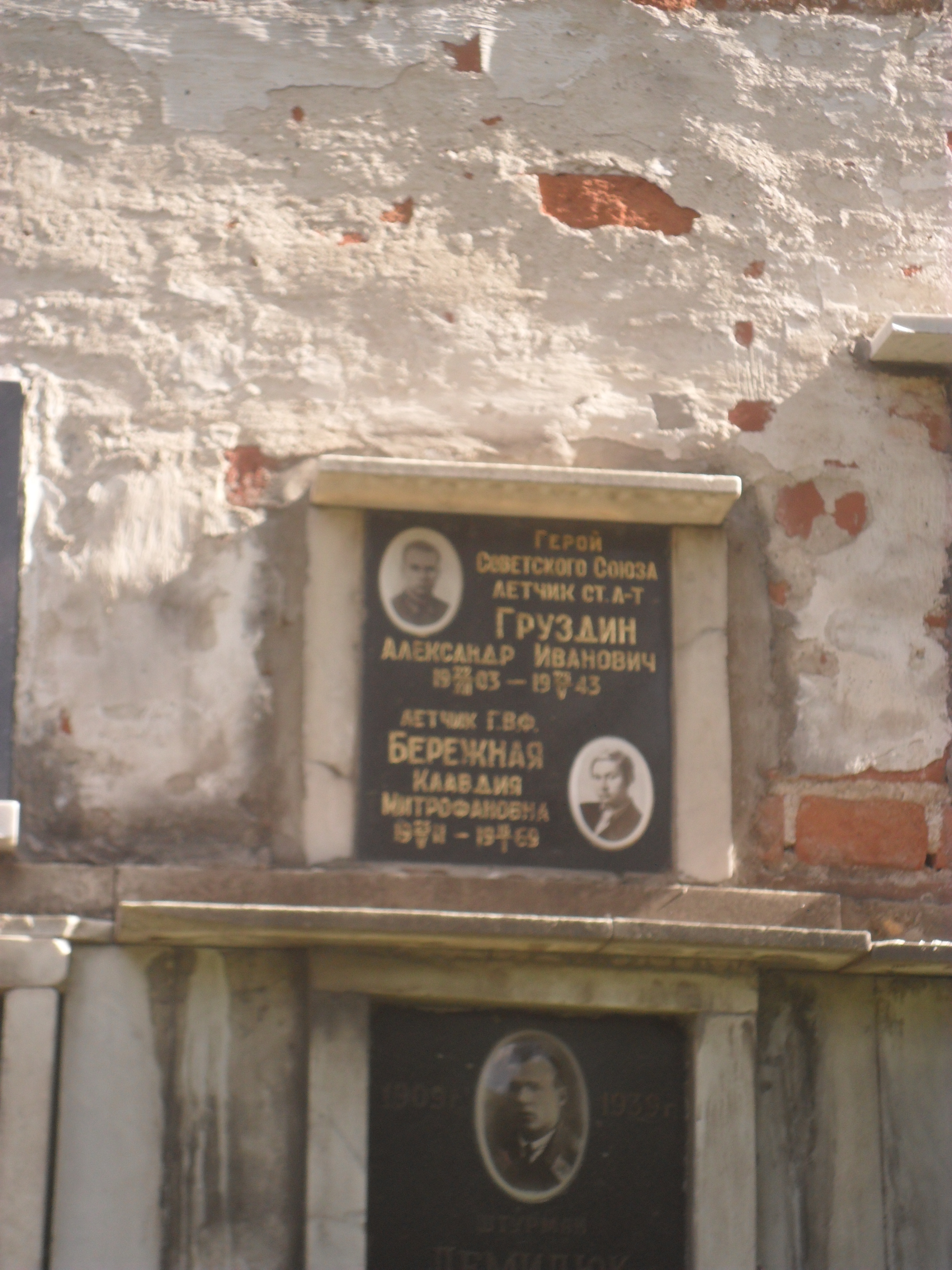
Плита колумбария Груздина на Новодевичьем кладбище Москвы.

С июня 1941 года Груздин принимал участие в Великой Отечественной войне в качестве пилота 1-й авиационной транспортной дивизии гражданского воздушного флота. Гражданская авиация обслуживала фронтовые части и партизанские отряды, осуществляла разведку и бомбардировку сил противника, а также выполняла воздушно-десантные операции. Старший лейтенант Груздин летал в глубокий тыл противника, выполняя ответственные задания, включавшие как доставку личного состава в необходимый район, так и доставку груза для помощи партизанам. Неоднократно подвергался атакам сил противовоздушной обороны и истребителей противника. Вернувшись после одного из вылетов, насчитал на корпусе своего самолёта более 100 пробоин.
Указом Президиума Верховного Совета СССР от 26 ноября 1941 года за образцовое выполнение боевых заданий командования на фронте борьбы с немецкими захватчиками и проявленные при этом отвагу и геройство старшему лейтенанту Груздину Александру Ивановичу было присвоено звание Героя Советского Союза с вручением ордена Ленина и медали «Золотая Звезда» (№ 520).
В 1943 году А. Груздин был откомандирован в Шотландию, где занимался освоением новой авиационной техники. 29 мая 1943 года во время полёта на английском самолёте, пилотируемом Груздиным, отказали двигатели, и неуправляемая машина врезалась в склон горы. Тело Груздина было доставлено в Москву, где он был похоронен с воинскими почестями в колумбарии Новодевичьего кладбища (северная стена).
За время своей лётной работы старший лейтенант Груздин налетал 4859 часов, из них в период Великой Отечественной войны — 920 часов. Им было выполнено более 200 боевых вылетов, в том числе 96 — ночью.

## Награды
- Медаль «Золотая Звезда».
- Орден Ленина.

## Память
- Имя Александра Груздина присвоено самолёту Sukhoi Superjet 100 с номером RA-89047[2][3], который в марте 2015 года с символикой 70-летия Победы начал совершать рейсы по маршруту Москва—Минск—Москва[4].